# 松川村 (岩手県)
松川村（まつかわむら）は、昭和33年（1958年）まで岩手県東磐井郡にあった村。現在の一関市東山町松川にあたる。

## 沿革
- 明治22年（1889年）4月1日 - 町村制施行にともない、旧来の松川村単独で村制施行。
- 昭和33年（1958年）11月1日 - 東山村に編入される。東山村は同日付で町制施行し、東山町となる。

## 行政
- 歴代村長

| 代 | 氏名       | 就任                  | 退任                       | 備考 |
| -- | ---------- | --------------------- | -------------------------- | ---- |
| 1  | 松川磐根   | 明治22年（1889年）5月 | 明治40年（1907年）6月      |      |
| 2  | 鈴木勇五郎 | 明治40年（1907年）7月 | 大正9年（1920年）2月       |      |
| 3  | 松川昌造   | 大正9年（1920年）4月  | 昭和3年（1928年）3月       |      |
| 4  | 松川市太夫 | 昭和3年（1928年）4月  | 昭和12年（1937年）12月     |      |
| 5  | 松川長太夫 | 昭和12年（1937年）4月 | 昭和20年（1945年）4月      |      |
| 6  | 細川兵市   | 昭和20年（1945年）6月 | 昭和21年（1946年）11月     |      |
| 7  | 水城弥市   | 昭和22年（1947年）4月 | 昭和26年（1951年）4月      |      |
| 8  | 細川兵市   | 昭和26年（1951年）4月 | 昭和30年（1955年）2月      | 再任 |
| 9  | 松川長太夫 | 昭和30年（1955年）5月 | 昭和33年（1958年）10月31日 | 再任 |

## 教育
- 松川村立松川小学校
- 松川村立松川中学校

## 交通
- 国鉄大船渡線：陸中松川駅